# Bernhard I. (Baden)

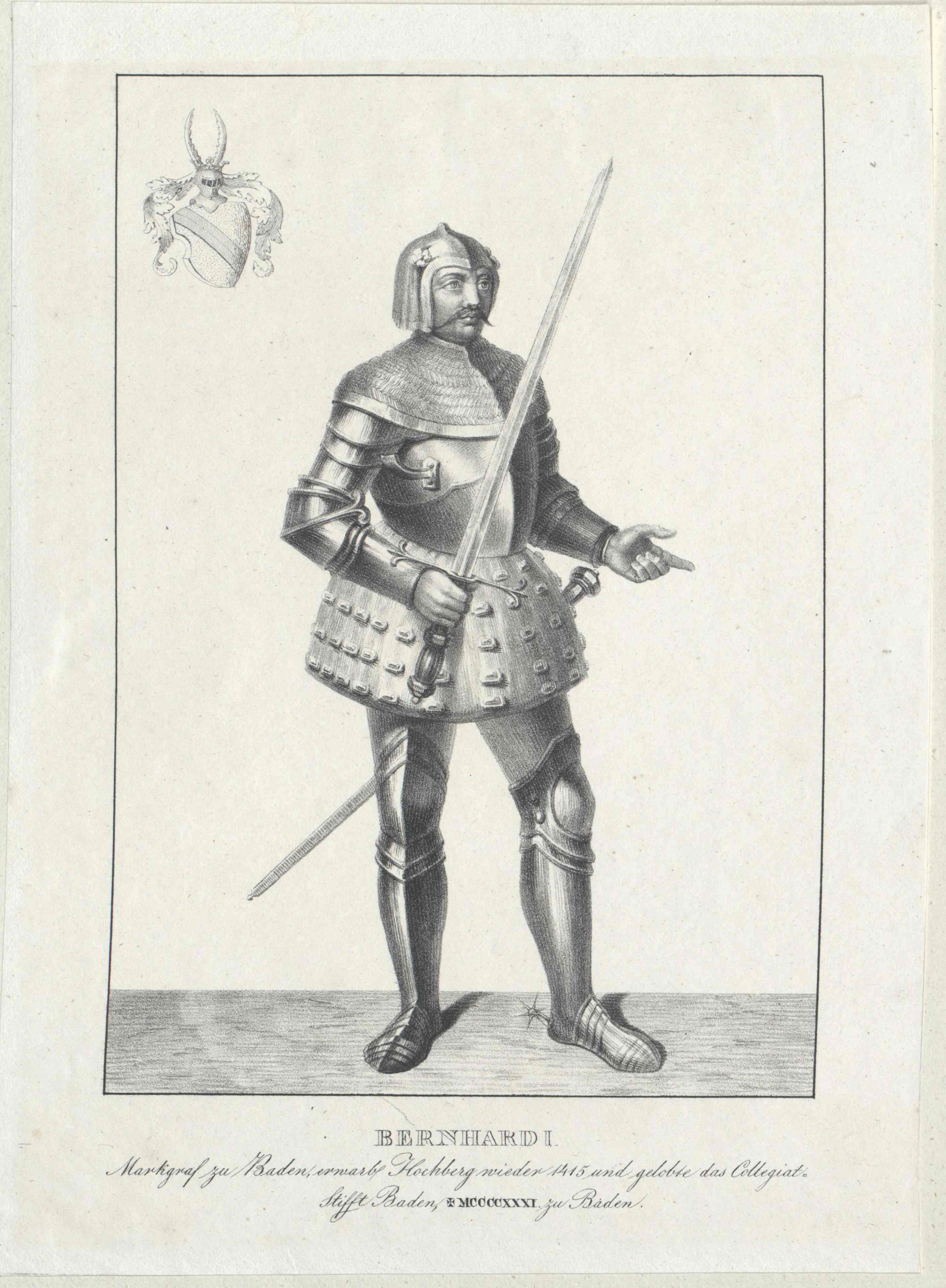
Markgraf Bernhard I.

Markgraf Bernhard I. von Baden (* 1364; † 5. April 1431 in Baden-Baden), regierte die Markgrafschaft Baden von 1372 bis 1431.

## Geschichte
Bernhard war der Sohn von Markgraf Rudolf VI. († 21. März 1372) und Matilde von Sponheim († 1. November 1410).
Er und sein Bruder Rudolf VII. schlossen 1380, als sie mündig waren, einen Erbvertrag, nach dem die Markgrafschaft nur im Mannesstamm in maximal zwei Teile geteilt werden durfte. Rudolf VII. erhielt danach die südlichen Gebiete von Ettlingen über Rastatt nach Baden-Baden, er selbst die Gebiete um Durlach und Pforzheim.
Bernhard hatte seinen Stammsitz auf der Burg Hohenbaden, hoch über den Thermalbädern der Stadt Baden. Während seiner Regierungszeit erweiterte er die Burg um die gotische Unterburg und führte die Nebenlinie der Markgrafen von Baden-Hachberg zurück in die Hauptlinie.
Der über 50 Jahre lang regierende Bernhard I. gab Baden eine neue straffe Verwaltung, er schuf durch eine Ämterverfassung eine Kanzlei mit Juristen und ausgebildeten Schreibern, an deren Spitze ein Kanzler stand. In seiner Zeit führte er viele Streitigkeiten mit den Städten Straßburg, Speyer und mit König Ruprecht, gegen den er auch dem Marbacher Bund beitrat. Mit den breisgauischen und elsässischen Städten lag er wegen zu hoher Zölle im Streit, und er wehrte sich gegen Raub und Plünderungen. In den Jahren 1402 und 1403 führte er eine Fehde mit den Herren von Schauenburg.
Unter der Vermittlung König Siegmunds, der ihn vorübergehend mit der Landvogtei Breisgau belehnt hatte, kam es zu einem kurzen Frieden. Für 80.000 Gulden erwarb er 1415 die Herrschaft Hachberg und einige Gebiete im Oberland. 1425 sicherte er sich eine Anwartschaft auf die Grafschaft Sponheim an der Nahe.
Sein Nachfolger Jakob I. baute die Burg zum Schloss mit über 100 sehr repräsentativen Räumen aus.

## Ehe und Nachkommen
Bernhard I. von Baden heiratete in erster Ehe 1384 Margarete von Hohenberg († 26. Februar 1419). Aus der im Jahre 1393 geschiedenen Ehe gingen keine Kinder hervor, Margarete heiratete dann Graf Hermann von Sulz und hatte mit ihm drei Kinder:
- Rudolf III. von Sulz ⚭ Ursula von Habsburg-Laufenburg
- Anna von Sulz ⚭ 1406 Friedrich von Hohenzollern
- Halbgraf Heinrich von Sulz ⚭ 1. Ursula ⚭ 2. Quiteria von Münsingen

In zweiter Ehe heiratete er am 15. September 1397 Anna von Oettingen (* um 1380; † 9. November 1436), eine Enkelin von Marija Kotromanić – Herzogin von Bosnien und Gräfin von Helfenstein (* ca 1335. † 27.04.1403).
Aus dieser Ehe gingen folgende Kinder hervor:
- Anna (* 15. März 1399; † nach 6. Dezember 1421) ⚭ 11. Mai 1409 Ludwig IV. von Lichtenberg († 28. August 1434)
- Beatrix (* 24. Juni 1400; † 1452) ⚭ 11. Juli 1411 den Grafen Emich VII. von Leiningen-Hartenburg († 1452)
- Matilde (* 1401; † 1402)
- Margarete (* 25. Januar 1404; † 7. November 1442) ⚭ 1. März 1418 Graf Adolf II. von Nassau-Wiesbaden-Idstein (* 1386; † 1426)
- Jakob (* 15. März 1407; † 13. Oktober 1453 in Mühlburg)
- Agnes (* 25. März 1408; † Januar 1473 in Ebersteinburg)

1. ⚭ 2. Juni 1432, den Grafen Gerhard VII. von Holstein-Schauenburg (* 1404; † 24. Juli 1433)
2. verlobte sich 1434 mit Hans von Hewen († nach 1467)

- Ursula (* 24. Oktober 1409; † 24. März 1429)

1. ⚭ 1422 Graf Gottfried IX. von Ziegenhain († 9. März 1425)
2. ⚭ 1426 Herzog Ulrich II. von Teck († 1432)

- Bernhard (* 1412; † 1424)
- Brigitte (* 1416; † nach 24. Juli 1441), Nonne
- Rudolf (* 1417; † 1424)

und folgende unehelichen Kinder:
- Bernhard, Stiftsherr in Basel
- Anna, († 12. Mai 1449) ⚭ 1439 Paul Lutran von Ertrin

Bernhards Gebeine sind in der Stiftskirche in Baden-Baden bestattet.